# Saison 2010 des Yankees de New York
La Saison 2010 des Yankees de New York est la 110e saison en ligue majeure pour cette franchise. Meilleurs deuxièmes de la Ligue américaine, les Yankees s'inclinent en Série de Ligue face aux Rangers du Texas.

## Intersaison

### Arrivées
- Curtis Granderson, acquis des Tigers de Detroit[1] le 9 décembre 2009.
- L'ancien des Yankees Nick Johnson accepte un contrat d'un an après une saison passée en Floride[2].
- Le voltigeur Marcus Thames rejoint les Yankees le 8 février 2010 en provenance des Tigers de Detroit. Il obtient un contrat des ligues mineures[3].
- Le voltigeur Randy Winn, ancien des Giants de San Francisco, signe un contrat d'un an le 8 février[4].

### Départs
- Brian Bruney, échangé aux Nationals de Washington[5] le 7 décembre 2009.
- Phil Coke, échangé aux Tigers de Detroit[1] le 9 décembre 2009.
- Ian Kennedy, échangé aux Diamondbacks de l'Arizona[1] le 9 décembre 2009.
- Le frappeur désigné Hideki Matsui signe comme agent libre avec les Angels de Los Angeles le 16 décembre 2009[6].
- Devenu agent libre, le voltigeur Xavier Nady rejoint les Cubs de Chicago en janvier[7].
- Le lanceur Chien-Ming Wang rejoint les Nationals de Washington[8].
- Johnny Damon, devenu agent libre, rejoint les Tigers de Detroit le 22 février[9].
- Le lanceur Chad Gaudin est remercié le 25 mars[10].

### Prolongations de contrats
- L'agent libre Andy Pettitte signe un nouveau contrat d'une saison[11].

### Grapefruit League
34 rencontres de préparation sont programmées du 3 mars au 3 avril à l'occasion de cet entraînement de printemps 2010 des Yankees.
Avec 13 victoires et 15 défaites, les Yankees terminent 11e de la Grapefruit League et enregistrent la 8e performance des clubs de la Ligue américaine.

## Saison régulière

### Classement
| Ligue américaine (Division Est) | V  | D  | %    | GB |
| ------------------------------- | -- | -- | ---- | -- |
| Rays de Tampa Bay               | 96 | 66 | .593 | -  |
| Yankees de New York             | 95 | 67 | .586 | 1  |
| Red Sox de Boston               | 89 | 73 | .549 | 7  |
| Blue Jays de Toronto            | 85 | 77 | .525 | 11 |
| Orioles de Baltimore            | 66 | 96 | .407 | 30 |

### Résultats
| Légende              | Légende             | Légende       |
| victoire des Yankees | défaite des Yankees | match reporté |
| -------------------- | ------------------- | ------------- |

#### Avril
Le 22 avril à Oakland face aux Athletics, les Yankees complètent un triple jeu. C'est le premier triple jeu réussit par les Yankees depuis 1968.

#### Mai
Le 8 mai, Mark Teixeira frappe trois coups de circuit lors du succès des Yankees 14-3 face aux Red Sox de Boston. Teixeira est le second joueur à réussir cette performance sous l'uniforme des Yankees à Fenway Park. Le premier est Lou Gehrig qui frappa trois coups de circuit le 23 juin 1927.

#### Juillet
- Le 30 juillet, le voltigeur Austin Kearns est transféré des Indians de Cleveland aux Yankees pour le lanceur droitier Zach McAllister et une somme d'argent[15],[16].
- Le 31 juillet, après onze années à Houston, le premier but Lance Berkman passe aux Yankees en provenance des Astros de Houston le jour de la date limite des transactions. New York cède en retour le joueur d'avant-champ Jimmy Paredes, le lanceur droitier Mark Melancon et d'un montant d'argent[17].
- Le 31 juillet, le releveur Kerry Wood est transféré des Indians de Cleveland aux Yankees en retour d'un joueur à être nommé plus tard et d'une somme d'argent[18].

## Séries éliminatoires

### Série de division
| # | Date      | Adversaire | Score | Vic.           | Déf.           | Sauv.      | Affluence | Bilan |
| - | --------- | ---------- | ----- | -------------- | -------------- | ---------- | --------- | ----- |
| 1 | 6 octobre | @ Twins    | 6 - 4 | Sabathia (1–0) | Crain (0–1)    | Rivera (1) | 42 032    | 1-0   |
| 2 | 7 octobre | @ Twins    | 5 - 2 | Pettitte (1–0) | Pavano (0–1)   | Rivera (2) | 42 035    | 2-0   |
| 3 | 9 octobre | Twins      | 1 - 6 | Hughes (1–0)   | Duensing (0–1) |            | 50 840    | 3-0   |

### Série de ligue
| # | Date       | Adversaire | Score  | Vic.           | Déf.           | Sauv.      | Affluence | Bilan |
| - | ---------- | ---------- | ------ | -------------- | -------------- | ---------- | --------- | ----- |
| 1 | 15 octobre | @ Rangers  | 6 - 5  | Moseley (1–0)  | O'Day (0–1)    | Rivera (1) | 50 930    | 1-0   |
| 2 | 16 octobre | @ Rangers  | 2 - 7  | Lewis (1–0)    | Hughes (0–1)   |            | 50 362    | 1-1   |
| 3 | 18 octobre | Rangers    | 8 - 0  | Lee (1–0)      | Pettitte (0–1) |            | 49 480    | 1-2   |
| 4 | 19 octobre | Rangers    | 10 - 3 | Holland (1–0)  | Burnett (0–1)  | Oliver (1) | 49 977    | 1-3   |
| 5 | 20 octobre | Rangers    | 2 - 7  | Sabathia (1–0) | Wilson (0–1)   |            | 49 832    | 2-3   |
| 6 | 22 octobre | @ Rangers  | 1 - 6  | Lewis (2–0)    | Hughes (0–2)   |            | 51 404    | 2-4   |

## Draft
Le joueur d'arrêt-court Cito Culver est le premier choix des Yankees lors de la Draft MLB 2010.

## Affiliations en ligues mineures
| Niveau     | Equipe                        | Ligue                   | Manager                | Vic. | Déf. | Classement                 |
| ---------- | ----------------------------- | ----------------------- | ---------------------- | ---- | ---- | -------------------------- |
| AAA        | Scranton/Wilkes-Barre Yankees | International League    | Dave Miley             | 87   | 56   | Demi-finaliste             |
| AA         | Trenton Thunder               | Eastern League          | Tony Franklin          | 83   | 59   | Finaliste                  |
| Advanced A | Tampa Yankees                 | Florida State League    | Torre Tyson            | 78   | 57   | Champions                  |
| A          | Charleston RiverDogs          | South Atlantic League   | Greg Colbrunn          | 65   | 74   | 6e de la Division sud      |
| A          | Staten Island Yankees         | New York - Penn League  | Josh Paul et Jody Reed | 34   | 40   | 4e de la Division McNamara |
| Rookie     | GCL Yankees                   | Gulf Coast League       | Tom Slater             | 24   | 32   | 6e de la Division nord     |
| Rookie     | DSL Yankees 1                 | Dominican Summer League | Carlos Mota            | 44   | 27   | 2e de la Division BC sud   |
| Rookie     | DSL Yankees 2                 | Dominican Summer League | Raul Dominguez         | 28   | 44   | 8e de la Division BC nord  |